# Anderson Pico
Anderson da Silveira Ribeiro, meglio conosciuto come Anderson Pico (Porto Alegre, 4 novembre 1988), è un calciatore brasiliano, difensore svincolato.

## Palmarès

### Club

#### Competizioni statali
- Copa FGF: 2

Juventude: 2011
Novo Hamburgo: 2013
- Campeonato da Região Metropolitana: 2

Novo Hamburgo: 2013, 2014
- Campionato Carioca: 1

Flamengo: 2014
- Taça Guanabara: 1

Flamengo: 2014